# Paul Pálffy ab Erdőd
Pour les articles homonymes, voir Pálffy.
Dans le nom hongrois Pálffy Pál, le nom de famille précède le prénom, mais cet article utilise l’ordre habituel en français Pál Pálffy, où le prénom précède le nom.
Paul Pálffy d'Erdőd (en latin ab Erdőd, en hongrois : erdődi Pálffy Pál, [ˈɛɾdøːdi ˈpaːlfi ˌpaːl]), né le 12 février 1890 à Vienne (Autriche) et décédé le 11 octobre 1968 à Munich, est un aristocrate et magnat hongrois.

## Biographie
Descendant et héritier de la famille comtale hongroise des Pálffy d'Erdőd, le comte naît Vienne en 1890. Il est le fils du comte Johann et de la comtesse Elisabeth von Schlippenbach. Il connait avant la Première Guerre mondiale la vie des grands magnats hongrois, se partageant entre leurs différents domaines situés dans ce qui est alors encore l'Empire austro-hongrois.
Cette vie se poursuit entre les deux guerres, jusqu'à être interrompue par l'envahissement soviétique de la Hongrie, à la fin de la Seconde Guerre mondiale. Chassé de ses terres, il émigre alors en Europe occidentale où il meurt en 1968.
Marié huit fois et père de trois enfants, le comte Pálffy est surtout connu pour son union, de 1938 à 1943 avec Louise de Vilmorin, plus tard compagne d'André Malraux.
Les immenses propriétés de la famille Pálffy tant en Hongrie qu'en Tchécoslovaquie et dans les Balkans permettent au comte Pálffy de développer un goût prononcé pour la chasse. Il est connu pour être l'un des grands chasseurs du XXe siècle.